# Je m'appelle Hélène (album)
Pour l’article homonyme, voir Je m'appelle Hélène.
Albums de Hélène Rollès
Pour l'amour d'un garçon
(1992) Le Miracle de l'amour
(1994)
Singles
1. Je m'appelle Hélène
Sortie : Octobre 1993
2. Amour secret
Sortie : Février 1994
3. Dans les yeux d'une fille
Sortie : Mai 1994

Je m'appelle Hélène est le troisième album studio de l'actrice Hélène Rollès vendu à plus de 500 000 exemplaires selon Infodisc. 

## Historique
Cet opus est sorti en septembre 1993 chez AB Disques/BMG. 
Il devient le plus grand succès commercial de la chanteuse, notamment grâce au tube Je m'appelle Hélène (classé no 5 au Top 50). Il lui permet également d'être nommée aux Victoires de la musique, en février 1994, dans la catégorie « Révélation variétés féminine ».
Avec cet album, Hélène Rollès monte sur scène en vedette au Zénith de Paris du 22 au 31 octobre 1993 et en tournée en France.
Cet opus fut également distribué en Russie, en Norvège et en Asie.

## Liste des chansons
1. Je m'appelle Hélène
2. Dans les yeux d'une fille
3. Le secret d'Emilou Haley
4. Et si un garçon
5. C'est trop dur d'être une fille
6. Amour secret
7. Le train du soir
8. Une fille et un garçon
9. Je veux
10. Je pars

## Singles
- Octobre 1993 : Je m'appelle Hélène
- Février 1994 : Amour secret
- Mai 1994 : Dans les yeux d'une fille

## Crédits
- Paroles : Jean-François Porry
- Musiques : Jean-François Porry / Gérard Salesses

## Classements
| Pays   | Meilleure position |
| ------ | ------------------ |
| France | 1                  |

## Promotion
Cet album sort alors que la série Hélène et les Garçons, dans laquelle Hélène est l'héroïne principale, connaît un très gros succès d'audience sur TF1. À partir de la rentrée 1993, le générique fin de la série change régulièrement, selon les sorties des singles d'Hélène; c'est ainsi que les titres Je m'appelle Hélène, Amour secret et Dans les yeux d'une fille sont utilisés à tour de rôle. Plus encore, le titre Amour secret est utilisé dans la série, présenté comme une chanson que Nicolas compose et dont Hélène écrit les paroles, en s'inspirant de la relation de deux autres personnages de la série. 
Hélène est également régulièrement invitée du Club Dorothée, émission produite par AB Productions. La sortie de l'album est accompagnée d'un concours, le « Grand jeu des super chansons d'Hélène 93 », dans lequel les téléspectateurs sont invités à classer leurs chansons préférées. Lors de la présentation des résultats, les animateurs du Club Dorothée déclarent avoir reçu plus de 40 000 bulletins. Le classement établi est alors le suivant :
1. Je m'appelle Hélène
2. Dans les yeux d'une fille
3. Une fille et un garçon
4. Amour secret
5. Je veux
6. Et si un garçon
7. C'est trop dur d'être une fille
8. Le train du soir
9. Le secret d'Emilou Haley
10. Je pars